# Puchberg bei Randegg
Puchberg bei Randegg ist eine Ortschaft und eine Katastralgemeinde der Gemeinde Randegg im Bezirk Scheibbs in Niederösterreich.

## Geschichte
Laut Adressbuch von Österreich waren im Jahr 1938 in der Ortsgemeinde Puchberg ein Gastwirt, ein Köhler, ein Schneider und zahlreiche Landwirte ansässig.

## Siedlungsentwicklung
Zum Jahreswechsel 1979/1980 befanden sich in der Katastralgemeinde Puchberg bei Randegg insgesamt 113 Bauflächen mit 26.559 m² und 49 Gärten auf 128.198 m², 1989/1990 gab es 112 Bauflächen. 1999/2000 war die Zahl der Bauflächen auf 200 angewachsen und 2009/2010 bestanden 166 Gebäude auf 273 Bauflächen.

## Bodennutzung
Die Katastralgemeinde ist landwirtschaftlich geprägt. 597 Hektar wurden zum Jahreswechsel 1979/1980 landwirtschaftlich genutzt und 571 Hektar waren forstwirtschaftlich geführte Waldflächen. 1999/2000 wurde auf 555 Hektar Landwirtschaft betrieben und 616 Hektar waren als forstwirtschaftlich genutzte Flächen ausgewiesen. Ende 2018 waren 526 Hektar als landwirtschaftliche Flächen genutzt und Forstwirtschaft wurde auf 626 Hektar betrieben. Die durchschnittliche Bodenklimazahl von Puchberg bei Randegg beträgt 20 (Stand 2010).